# Neomorphaster
Neomorphaster is een geslacht van zeesterren uit de familie Stichasteridae.

## Soorten
- Neomorphaster forcipatus Verrill, 1894
- Neomorphaster margaritaceus Perrier, 1882